# Filanda di Baraggia
La filanda di Baraggia è un ex edificio industriale situato in via San Francesco d'Assisi 19, a Brugherio. Ai primi del '900 era una delle quattro filande cittadine (insieme alla Filanda Beretta, in via Tre Re; alla Filanda Santini Ronchi Spada, in via Dante, e alla Filanda Strazza, in via Santa Margherita). Era chiamata filandùn. Attualmente è proprietà privata, ospita appartamenti e magazzini.

## Storia
Nelle mappe del Catasto Teresiano il terreno su cui poi sorgerà il fabbricato non risulta edificato e corrisponde ad una campagna a prato di proprietà del Conte Giovanni Battista Durini ("Gio. Batta Durino"), nobile che annoverava vasti possedimenti in Cassina Baraggia.
La cartografia del Lombardo-Veneto riporta invece una corte rettangolare, il cui impianto corrisponde a quello giunto sino ai giorni nostri: quasi completamente chiusa, con un unico accesso dalla "Strada Comunale che da Cassina Baraggia mette a Carugate". La filanda è stata dunque costruita nella seconda metà dell'Ottocento. Era dedicata alla prima fase della lavorazione della seta, quella della trattura, in cui si estraeva il filamento dal bozzolo per avvolgerlo sugli aspi.
Tra il 1873 e il 1894 la corte fu chiusa completamente, venne sopraelevata la porzione che dà sulla strada e, ad est dell'edificio, fu costruito un nucleo di abitazioni destinate alla manovalanza impiegata nella fabbrica.
Nella seconda metà del Novecento, Baraggia andò incontro ad un lento declino. I marchesi Brivio, proprietari della maggior parte dei beni e terreni situati nella frazione, se ne disinteressavano e le attività manifatturiere, con la crisi del settore tessile, vennero progressivamente abbandonate. Rimasti vuoti, alcune case e i rustici del cortile crollarono per incuria.
All'inizio degli anni Duemila il Comune ha realizzato un piano di recupero dell'intero nucleo storico del quartiere. In questo contesto, anche l'antica filanda è stata risanata: ne è risultato un fabbricato che ha mantenuto parzialmente l'originaria architettura, adattato a nuove funzioni, anche abitative.

## Architettura[1]
La planimetria dell'edificio è rettangolare a corte chiusa, delimitata da costruzioni di due e tre piani, che sono frutto della ristrutturazione degli anni Duemila.
Dell'antica filanda rimane il fabbricato interno alla corte, originariamente ad un piano a doppia altezza, in parte ristrutturato a formare due piani destinati ad abitazioni.
La struttura portante è di mattoni in laterizio. Il corpo principale è ad arcate a tutto sesto su pilastri, in parte tamponate. I solai sono generalmente di laterocemento. La copertura è su capriate lignee con tetto a due falde e manto a coppi di laterizio.
L'edificio presenta decorazioni sottogronda, quali motivi ornamentali esterni.